# Museo delle Miniere di Mercurio del Monte Amiata
Le Museo delle Miniere di Mercurio del Monte Amiata est un musée italien situé sur la place Garibaldi à Santa Fiora ; il est consacré à l'histoire de l'exploitation des mines de cinabre du massif du Mont Amiata, en Toscane, entre province de Sienne et province de Grosseto. Il fait partie du Parco Nazionale Museo delle Miniere dell’Amiata.

## Histoire
L'exploration de ces mines remonte à L'Antiquité, et les extractions mettent au jour les gisements de cinabre, minerai naturel du mercure, de couleur rouge, utilisé comme pigment pour les fresques (comme certaines retrouvées à Pompéi). Plusieurs sites existent sur le pourtour du Mont Amiata.
L'exploitation artisanale du cinabre se poursuit au Moyen Âge puis à l'époque moderne, et l'exploitation à moyens et fins industrielles du mercure intervient au XIXe siècle avec la mise au point de brevets, dus à l'ingénieur autrichien Vincenzo Spirek, des fours Cermak-Spirek pour extraire, directement sur le site des mines, le mercure pur par méthode de distillation. Plusieurs versants du mont Amiata furent concernés et l'économie locale bouleversée par cette exploitation industrielle intensive.

## Muséographie
Le musée, repérable au fond de la place Garibaldi par la présence d'un wagonnet,  expose maquettes, outils, photographies retraçant la vie des ouvriers de la mine industrielle qui a exploité le minerai de cinabre, depuis le XIXe siècle jusqu'à sa fermeture dans les années 1970. Il comporte une galerie de mine reconstituée.